# Bermejo
Bermejo (španělsky Río Bermejo) je řeka v Jižní Americe převážně na severu Argentiny (provincie Chaco, Formosa, Jujuy, Salta) s prameny v Bolívii. Je to pravý přítok řeky Paraguaye. Je přibližně 1 600 km dlouhá. Povodí má přibližně rozlohu 133 000 km².

## Průběh toku
Pramení na východních svazích centrálních And a přibližně 100 km teče v předhůří. Dále pokračuje po rovině Gran Chaco, kde je koryto silně proměnlivé, větví se na ramena a nepřijímá žádné přítoky. Na středním toku teče v délce 400 km korytem svého bývalého přítoku Teuco.

## Vodní režim
Průměrný průtok vody v místech, kde opouští hory, činí přibližně 340 m³/s. Průtok se vyznačuje prudkými výkyvy a prudce roste v létě v období dešťů.

## Využití
Vodní doprava je možná pro nevelké lodě do města Presidencia Roca.